# Berufsbildungsbericht
Nach § 86 des Berufsbildungsgesetzes hat 
das  Bundesministerium für Bildung und Forschung (…) Entwicklungen in der beruflichen Bildung ständig zu beobachten und darüber bis zum 15. Mai jeden Jahres der Bundesregierung einen Bericht (Berufsbildungsbericht) vorzulegen.
Der erste Berufsbildungsbericht erschien 1977. Das  Bundesinstitut für Berufsbildung (BIBB) hat hierfür wesentliche Informationen, Daten und Analysen zur beruflichen Bildung bereitgestellt. 
Zum Berufsbildungsbericht 2009 veröffentlicht das BIBB erstmals mit dem Datenreport zum Berufsbildungsbericht ein „neues Standardwerk“ zur Berufsbildung.
Bis zum Jahr 2019 war der Bericht bis zum 1. April jeden Jahres vorzulegen; seit 2020 ist er zum 15. Mai jedes Jahres vorzulegen.